# Набиев, Бахтияр Кара оглы
Бахтияр Кара оглы Набиев (род. 1965) — российский военачальник, начальник инженерных войск Западного военного округа, генерал-майор азербайджанского происхождения.

## Биография
Родился 22 августа 1965 года в селе Ахшам (азерб. Əxşam) Евлахского района Азербайджанской ССР. На военной службе с 1984 года. В 1988 году закончил Каменец-Подольское высшее военное инженерное командное училище имени Маршала инженерных войск В. К. Харченко.
С 1988 г. по 1994 г. год проходил службу на различных должностях в Инженерных войсках.
С 1994 г. по 1997 г. проходил обучение в Военной академии инженерных войск.
С 1997 года на службе в инженерных войсках Северо-Кавказского военного округа. В начале 2000-х был начальником инженерных войск 58-й общевойсковой армии Северо-Кавказского военного округа. Участник Второй чеченской войны. Участвовал в операции по освобождению заложников в ходе террористического акта в Беслане 1 — 3 сентября 2004 года. Тогдашний командующий 58-й общевойсковой армией генерал Соболев отметил, что вместе со спецподразделениями в спортзал, где долгое время удерживались заложники, первыми вошли военные инженеры, чтобы обезвредить самодельные взрывные устройства. Одним из низ был начальник инженерных войск 58-й армии полковник Бахтияр Набиев:
3 сентября примерно в час дня (точное время не засекал, некогда было) я и мой помощник подполковник Андрей Гаглоев наблюдали за школой и стояли у угла дома, который находился недалеко от северной стороны здания школы No 1. Через некоторое время за железными гаражами, которые находились примерно в 10 метрах от спортзала школы, появились женщины. Начали кричать, просить помочь. Побежали к ним. Открыли проход между гаражами. Вытащили 5-6 женщин и отвели в безопасное место.
Затем направились вместе с бойцами группы `Вымпел` к зданию школы. Подошли к торцу спортзала с северной стороны. От самого спортзала нас разделяло небольшое помещение, видимо раздевалка. На окне была решетка. На ней висело безоболочное взрывное устройство - пластмассовая двухлитровая бутылка. Внутри пластид - грамм 400-500 и около двух килограммов шариков от подшипников. Каждый такой шарик - это чья-то смерть. Фугас удалось быстро обезвредить. Залезли в помещение. Там мы обезвредили еще три фугаса. Возможно, это спасло многие жизни заложников, которые позже через этот проход выбрались наружу. Делали свое дело до первого и сразу за ним последовавшего второго взрыва. После мощных хлопков внутри спортзала оттуда повалил черный дым. Мы выбрались наружу оглушенные. Началось возгорание крыши. В помещении забушевал огонь.
С 2005 г. по 2007 г. — слушатель Военной академии Генерального штаба Вооружённых сил РФ.
С 2007 г. по 2011 г. — начальник штаба — первый заместитель начальника инженерных войск Северо-Кавказского военного округа.
С 2011 г. по 2014 г. — заместитель начальника штаба Южного военного округа.
С июля 2014 г. по декабрь 2015 г. — командующий 12-м командованием резерва Южного военного округа.
С 2018 г. — по настоящее время — начальник инженерных войск Западного военного округа.
Участник Военной операции России в Сирии.
Принимал непосредственное участие в разработке перспектив строительства и развития инженерной и специальной техники. В 2020 году инженерные войска Западного военного округа получат новую специальную технику и доведут долю оснащения войск самыми современными её типами до уровня более чем в 70 %.
"В 2019 году у нас доля современного вооружения увеличилась до 66%. На этот год мы планируем выйти до 70%", - сказал генерал. Он отметил, что у войск ЗВО есть предпосылки к выполнению задачи.
Он добавил, что в 2019 году инженерные войска ЗВО получили самые современные образцы техники, в том числе 10 комплектов для развёртывания временных дорог, бронированную машину разминирования БМР-3МА, понтонный парк для наведения временных переправ через водные преграды, три буксирно-моторных катера, три комплекта инженерных электростанций, передвижную буксирную установку, фронтальные погрузчики и другие виды техники. В текущем году в войска поступят бурильно-крановая машина, ещё одна бронированная машина разминирования, десять кранов-манипуляторов, а также мобильный комплекс для очистки воды в полевых условиях. Набиев также отметил, что инженерные войска ЗВО также являются «полигоном» для испытания новых образцов техники, которая ещё не запущена в серийное производство.
"Сейчас идет модификация инженерных машин разграждения – в Нахабино (Московская область) наши войска там проводят занятия, там же находится НИИ инженерных войск и если какой-то недостаток обнаружен – мы сразу даем понять, что с техникой не так", - сказал генерал.
Занимается планированием и обеспечением боевой подготовки инженерных войск Западного военного округа перед предстоящими совместными стратегическими российско-белорусскими учениями «Запад — 2021».
Подготовка к совместному стратегическому учению «Запад-2021» – в числе наших приоритетов. Она идёт прежде всего в ходе напряжённой боевой учёбы инженерных войск округа. Если конкретнее, то в рамках подготовки к ССУ планируется выполнить задачи по фортификационному оборудованию районов сосредоточения войск вооружённых сил Республики Беларусь и Российской Федерации и районов проведения учений – непосредственного розыгрыша боевых действий. Предстоит провести инженерное оборудование пунктов управления соединений и воинских частей, путей движения на задействованных полигонах.
На учении предстоит отработать совместное выполнение целого комплекса задач. В их числе – действия подвижных отрядов заграждения на гусеничных минных заградителях на двух рубежах минирования для прикрытия флангов и совместные действия групп разграждения.
Является непосредственным участником по разминированию территории 22 регионов Западного военного округа от взрывоопасных предметов, в основном военные инженеры занимаются обезвреживанием боеприпасов времен Великой Отечественной войны.
"С каждым годом вроде бы оно должно уменьшаться, а не уменьшается. Уже в самом начале этого года уже обезвредили больше 20 единиц. И это только зима, пиковым является летний период", — сказал начальник управления инженерных войск ЗВО.

В честь 320-летия инженерных войск, принимал участие в открытии выставки «Сплав науки и отваги» в Военно-историческом музее артиллерии, инженерных войск и войск связи.
Открывается выставка уникальным документом из архива Артиллерийского музея.Это отчёт 
Приказа артиллерии за 1701 – 1705 годы, в котором полностью сохранилось содержание указа Петра I об основании в «1701 году генваря в 10 день» Артиллерийско-инженерной школы. Однако это не единственная реликвия на выставке. Здесь можно увидеть модель кожаного понтона обр. 1831 года для конно-пионерных дивизионов.
В 2020 году в честь 75-й годовщины Победы в Великой Отечественной войны 1941—1945 гг. Военные инженерных войск Западного военного округа (ЗВО) пополнят экспозицию Музея артиллерии, связи и инженерных войск более чем на 30 единиц техники. Начальник управления инженерных войск ЗВО генерал-майор Бахтияр Набиев рассказал ТАСС, что количество техники в музее будет увеличено. Сейчас находится всего восемь образцов крупной инженерной техники. Техника для учреждения будет списана из войск ЗВО и заменена современными образцами.
Экспозицию пополнят установки разминирования. «Будут мостоукладчики, траншейные машины, электростанции – всего 32 единицы техники
11 июня 2020 года руководил ходом работ инженерных частей Западного военного округа, в ходе которой военнослужащие восстанавливают железнодорожное сообщение в Мурманской области, где 1 июня обрушился мост, бурятся шурфы для новых подрывов скальной породы. Эту работу ведут специалисты инженерных подразделений ЗВО, прибывшие из Московской и Ленинградской областей.
"Ход бурильных работ и подготовку к очередным подрывам скальной породы проинспектировал начальник управления инженерных войск Западного военного округа (ЗВО) генерал-майор Бахтияр Набиев"
"Всего для выполнения задач по оказанию помощи в восстановлении железнодорожного сообщения в Кольском районе Мурманской области задействовано более 100 военнослужащих и свыше 40 единиц специальной военной техники подразделений железнодорожных и инженерных войск ЗВО"

## Награды
- Орден Суворова (Россия)[13]
- 3 ордена Мужества
- Орден «За военные заслуги»
- Медаль ордена «За заслуги перед Отечеством» 1 степени с мечами
- Медаль ордена «За заслуги перед Отечеством» 2 степени с мечами
- Медаль Суворова
- Медаль «За воинскую доблесть» 1 и 2 степеней
- Медаль «За разминирование»
- Медаль «За усердие при выполнении задач инженерного обеспечения»
- Медаль «За укрепление боевого содружества»
- Медаль «За отличие в военной службе» 1, 2 и 3 степеней
- Медаль Стратегическое командно-штабное учение «Кавказ — 2012»
- Медаль «За возвращение Крыма»
- Медаль «Участнику военной операции в Сирии»
- Медаль За боевое содружество (ФСБ России)
- Медаль За службу на Северном Кавказе